# Карл-Гайнц Фрішке
Карл-Гайнц Фрішке (нім. Karl-Heinz Frischke; 25 листопада 1912, Шарлоттенбург — 6 травня 1945, Атлантичний океан) — німецький офіцер-підводник, доктор права, капітан-лейтенант резерву крігсмаріне.

## Біографія
3 квітня 1936 року вступив на флот. З січня 1940 року — 1-й вахтовий офіцер в 1-й флотилії форпостенботів. В лютому-січні 1941 року служив в штабі командувача обороною Балтійського моря. З серпня 1942 року — вахтовий офіцер на головному кораблі «Райгер». В березні-вересні 1943 року пройшов курс підводника, з вересня 1943 по січень 1944 року — командирську практику на підводному човні U-970, в січні- березні — курс командира човна. З 27 травня 1944 року — командир U-881. 7 квітня 1945 року вийшов у свій перший і останній похід. 6 травня U-881 був потоплений в Північній Атлантиці південно-східніше Ньюфаундленду (43°18′ пн. ш. 47°44′ зх. д.) глибинними бомбами американського есмінця «Фаркхар». Всі 53 члени екіпажу загинули.

## Звання
- Кандидат в офіцери (3 квітня 1936)
- Морський кадет (10 вересня 1936)
- Капітан-лейтенант резерву (1 квітня 1945)

## Нагороди
- Залізний хрест 2-го класу
- Нагрудний знак мінних тральщиків